# リコー・GRデジタルシリーズ

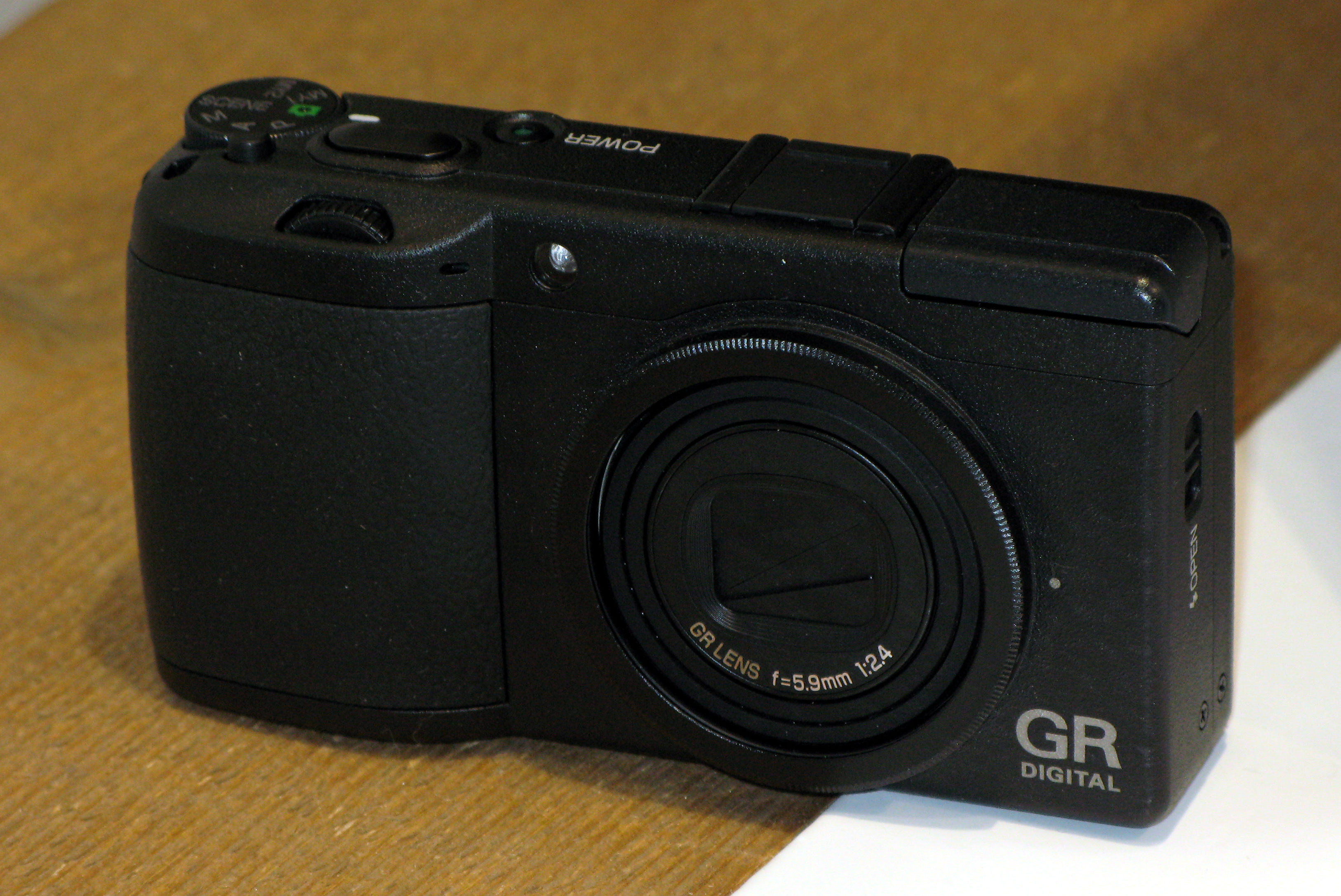
リコーGRデジタルII

GRデジタルシリーズ（GR Digital ）は、リコーイメージング（リコーブランド）が販売している高画質銀塩コンパクトカメラブランド「GR」のデジタルカメラシリーズ。

## 概要
2005年に発表されたGRデジタルは、35mm判換算28mm相当の低歪な単焦点広角レンズ、7枚羽根絞り、マグネシウム合金ボディ等、2005年当時のコンパクトデジタルカメラとしては異例の構成を採用した。コストや利便性の追求が最優先されるコンパクトデジタルカメラの中にあって、高画質で趣味性の高いカメラとして高い評価を受け、ライフサイクルの短いデジタルカメラの中にあって、2007年に後継機のGRデジタルIIが発売されるまで2年以上のロングセラーとなった。
GRデジタルII以降も、2009年のGRデジタルIII、2011年のGRデジタルIVと、ほぼ2年ごとに後継機が発売されている。後継機においても35ミリ判換算で約28mm相当の単焦点レンズ等の特徴や外見のデザインはほとんど変更がない一方で、画素数の増加（GRデジタルII）、より明るいレンズの採用（GRデジタルIII）、センサーシフト方式のブレ補正機能（GRデジタルIV）、APS-Cサイズ撮像素子の搭載（GR）といった基本機能の強化が行われている。

## 歴史
- 2001年 - 銀塩GRのデジタル版についての具体的な企画検討がスタートし、コンセプト・基本仕様の構想を着手。
- 2002年 - コンセプトモデルが社内デザイナーにより、リコー社内で先行提案された。赤く塗られた左側面が拡張スロット部となっていた。
- 2005年8月30日 - GR BLOG開設。
- 2005年8月31日 - GR BLOGで「画質を追求したコンパクトデジタルカメラ」を9月13日に発表すると公表。

高画質コンパクトカメラ「GRシリーズ」のコンセプトを受け継いだデジタルカメラの「お客様向け新製品発表会」を9月13日に開催すること、また専用ブログ上で参加者を募集することを公表した。商品名や発売日、価格、スペックなどは9月13日までに決定するとした。
- 2005年9月13日 - GRデジタル発表。一般向け発表会を東京都内で開催。GR BLOGで公募した一般ユーザー100人が参加した。一般向け発表会に先立って行なわれた報道向け発表会で、リコーの坂巻資敏常務執行役員が「GRデジタルは銀塩のGRがデジタル化されたもの」と発言したことに触れ、この発表会では「銀塩GRからシームレスに移行できるもの」とした。参加者は、GまたはRが名称に付くカメラを持参することが条件とされた。
- 2005年10月21日 - GRデジタル発売
- 2005年11月 - 豪CAMERA Magazine Imaging Award で Consumer Camera of the Year 受賞
- 2005年11月 - 豪SmartHouse誌 Best of the Best 受賞
- 2005年12月 - iFデザイン賞 2006 受賞
- 2006年1月17日-2月9日 - GRデジタルフォト＆キャッチコピーコンテスト開催
- 2006年3月24日 - 機能拡張ファームウエア2.01をリリース
- 2006年4月 - TIPA Awards 2006 で Best Prestige Camera in Europe 2006 受賞
- 2006年5月 - カメラグランプリ2006 / カメラ記者クラブ特別賞受賞
- 2006年6月1日-7月31日 - 受賞記念プレミアムリングプレゼントキャンペーン実施
- 2006年7月28日 - 機能拡張ファームウエア2.10をリリース
- 2006年11月22日 - 機能拡張ファームウエア2.20をリリース
- 2006年11月24日 - 一周年記念モデル発売
- 2007年3月30日 - 機能拡張ファームウエア2.30をリリース
- 2007年10月13日 - GRデジタルの生産終了を発表
- 2007年10月30日 - GRデジタルII発表
- 2007年11月22日 - GRデジタルの機能拡張ファームウエア2.40をリリース
- 2007年11月22日 - GRデジタルII発売
- 2008年3月27日 - GRデジタルIIの機能拡張ファームウエア2.00をリリース
- 2008年11月6日 - グッドデザイン賞 2008金賞受賞　大賞候補ベスト7となり「グッドデザインプレゼンテーション」行う。
- 2009年7月27日 - GRデジタルIII発表
- 2009年8月5日 - GRデジタルIII発売
- 2011年9月15日 - GRデジタルIV発表
- 2011年10月21日 - GRデジタルIV発売
- 2013年4月17日 - 第5世代モデルGR発表[1]
- 2015年7月17日 - GRⅡ発売
- 2018年9月25日 - GRⅢ発表
- 2021年9月8日 - GRⅢx発表[2]
- 2024年3月28日 - GRⅢHDF、GRⅢxHDF発表

## GRデジタルの主な仕様
- 記憶媒体：SDメモリーカード（SDHC未対応）、マルチメディアカード、内蔵メモリー（26MB）
- 撮像素子：1/1.8型原色CCD
- 有効画素数：813万画素（総画素数830万画素）
- 主な記録画像解像度（静止画）：3264×2448≒799万ピクセル（4:3）、3264×2176≒710万ピクセル（3:2）
- ホワイトバランス：オート、固定（屋外/曇天/白熱灯/蛍光灯/手動設定/詳細設定）、ホワイトバランスブラケット機能
- ファインダー：別売ファインダー対応
- 液晶モニター：2.5型低温ポリシリコンTFT液晶（約21万画素）
- レンズ
  - 焦点距離：f=5.9mm[3]
  - 明るさ（F値）：F2.4〜F11
  - レンズ構成：5群6枚、絞り枚数7枚
- 測光方式：TTL-CCD測光、256分割マルチ測光/中央重点測光/スポット測光
- 感度：ISO64〜1600
- 露出補正：1/3ステップ、±2段、オートブラケット機能
- フォーカス
  - 外光パッシブ方式とCCD方式の2つの測距方式を備えた「ハイブリッドオートフォーカス」
  - マニュアルフォーカス
  - スナップモード
  - ∞固定
- シャッター速度：1/2000〜180秒
- フラッシュ
  - 対応フラッシュ：シグマ製外部フラッシュ使用時SA-TTL調光制御に対応
  - 内蔵フラッシュ：内蔵ポップアップ式
- グリップ：ゴム製
- 電源：リチャージャブルバッテリー×1/ACアダプター/単四型電池×2
- 大きさ・重量（幅×高さ×奥行き）：107.0mm×58.0mm×25.0mm（突起部含まず）、約170g（電池等除く）

## GRデジタルIIの主な仕様
- 記憶媒体：SDカード、SDHCカード（最大容量８GB）、マルチメディアカード、内蔵メモリー（約54MB）
- 撮像素子：1/1.75型原色CCD
- 有効画素数：有効画素1001万画素（総画素数1030万画素）
- 主な記録画像解像度（静止画）：3648×2736ピクセル、2736×2736ピクセル（スクエアモード）
- ホワイトバランス：オート/屋外/曇天/白熱灯/蛍光灯/手動設定/詳細設定、ホワイトバランスブラケット機能
- ファインダー：別売外部ファインダー対応
- 液晶モニター：2.7型 透過型アモルファスシリコンTFT液晶、約23万画素
- レンズ 
  - 焦点距離：5.9mm[4]
  - 明るさ（F値）：F2.4〜F11（オート撮影モード時F7.1以上はNDフィルター併用）
  - レンズ構成：5群6枚（非球面レンズ3面2枚）、絞り枚数7枚
- 測光方式：マルチ（256分割）/中央重点測光/スポット測光
- 感度：AUTO/AUTO-HI/ISO80/100/200/400/800/1600
- 露出補正：マニュアル補正[5]、オートブラケット機能[6]
- フォーカス
  - フォーカスロック、オートフォーカス補助光あり。
  - 「ハイブリッドオートフォーカスシステム」は廃止された。
  - CCD方式マルチオートフォーカス/CCD方式スポットオートフォーカス
  - マニュアルフォーカス
  - スナップモード
  - ∞固定
- シャッター速度：180、120、60、30、15、8、4、2、1〜1/2000秒
- フラッシュ 
  - 対応フラッシュ：シグマ製外部フラッシュ使用時SA-TTL調光制御に対応
  - 内蔵フラッシュ：手動ポップアップ式
- グリップ：GX100と同様熱可塑性エラストマー前後二分割貼り（）
- 電源：リチャージャブルバッテリー×1/ACアダプター/単四型電池×2
- 大きさ・重量（幅×高さ×奥行き）：107.0mm×58.0mm×25.0mm（突起部含まず）、約168g（電池等除く）
- その他GRデジタルとの変更点：GRデジタルと外観/寸法にほとんど違いがないとはいえ、フラッシュポップアップレバーの新設などをすることもありマグネシウム合金ボディ・外装を金型段階から新しく起こし直している。スペック表には出てこないが、電源ボタンはオン時に点灯するようになり、誤動作防止のためにボタン周りはGRデジタルIIのほうがより深くえぐれている。背面液晶が2.7inchに変更になった理由としては、従来採用の2.5inch液晶パネルが生産中止になってしまったからということがある。液晶の大型化に伴うスペース不足で、押すことも回すことも出来た後ダイヤル/ボタンが左右に振るレバーに変更されてしまった[7]。

## GRデジタルIIIの主な仕様
- 記憶媒体：SDカード、SDHCカード、マルチメディアカード、内蔵メモリー（約88MB）
- 撮像素子：1/1.7型原色CCD
- 有効画素数：有効画素約1000万画素（総画素数約1040万画素）
- 主な記録画像解像度（静止画）：3648×2736ピクセル、2736×2736ピクセル（スクエアモード）
- ホワイトバランス：オート/マルチパターンオート/屋外/曇天/白熱灯/蛍光灯/手動設定/詳細設定、ホワイトバランスブラケット機能
- ファインダー：別売外部ファインダー対応
- 液晶モニター：3.0型 透過型液晶、約92万画素
- レンズ 
  - 焦点距離：6.0mm[4]
  - 明るさ（F値）：F1.9〜F9（オート撮影モード時F8.0以上はNDフィルター併用）
  - レンズ構成：6群8枚（非球面レンズ2面2枚）
- 測光方式：マルチ（256分割）/中央重点測光/スポット測光
- 感度：AUTO/AUTO-HI/ISO64/100/200/400/800/1600
- 露出補正：マニュアル補正[5]、オートブラケット機能[6]
- フォーカス
  - フォーカスロック、オートフォーカス補助光あり。
  - CCD方式マルチオートフォーカス/CCD方式スポットオートフォーカス
  - マニュアルフォーカス
  - スナップモード
  - ∞固定
- シャッター速度：180、120、60、30、15、13、10、8、6、5、4、3.2、2.5、2、1.6、1.3、1〜1/2000秒
- フラッシュ 
  - 内蔵フラッシュ：手動ポップアップ式
- グリップ：GX100と同様熱可塑性エラストマー前後二分割貼り（）
- 電源：リチャージャブルバッテリー×1/ACアダプター/単四型電池×2
- GR DIGITALのロゴがグレイの型文字色入れに変更
- 大きさ・重量（幅×高さ×奥行き）：108.6mm×59.8mm×25.5mm（突起部含まず）、約188g（電池等除く）
- 新たに搭載された機能
  - 露出を変えて連続2枚を撮影し、それを合成することで黒潰れ・白飛びを抑える機能
  - シャッター優先AE
  - 複数の光源が混在しているケースでも最適な色温度で撮影できる「マルチパターン・オートホワイトバランス」
  - マイセッティングが三系統に増え、さらに6種類の設定を記憶し呼び出せる「マイセッティングBOX」。それぞれの設定には名前が付けられる
  - 画質設定が細分化し、オレンジ、グリーン、スカイブルー、レッド、マゼンタの五色それぞれの色相と彩度を設定できる

## GRデジタルIVの主な仕様
- 記憶媒体：SDカード、SDHCカード、マルチメディアカード、Eye-Fiカード（X2シリーズ）、内蔵メモリー（約40MB）
- 撮像素子：1/1.7型原色CCD
- 有効画素数：有効画素約1000万画素（総画素数約1040万画素）
- 主な記録画像解像度（静止画）：3648×2736ピクセル、2736×2736ピクセル（スクエアモード）
- ホワイトバランス：オート/マルチパターンオート/屋外/曇天/白熱灯1/白熱灯2/蛍光灯/手動設定/詳細設定、ホワイトバランスブラケット機能
- ファインダー：別売外部ファインダー対応
- 液晶モニター：3.0型 WhiteMagic液晶、約123万画素
- レンズ 
  - 焦点距離：6.0mm[4]
  - 明るさ（F値）：F1.9〜F9（オート撮影モードでF8.0～F11 表示のとき、絞りとNDフィルターを併用して露出制御）
  - レンズ構成：6群8枚（非球面レンズ2面2枚）
- 測光方式：マルチ（256分割）/中央重点測光/スポット測光
- 感度：AUTO/AUTO-HI/ISO80/100/200/400/800/1600/3200
- 露出補正：マニュアル補正[5]、オートブラケット機能[6]
- フォーカス
  - フォーカスロック、オートフォーカス補助光あり。
  - ハイブリッド方式マルチオートフォーカス/ハイブリッド方式スポットオートフォーカス
  - 被写体追尾オートフォーカス
  - マニュアルフォーカス
  - スナップモード
  - ∞固定
- シャッター速度：180、120、60、30、15、13、10、8、6、5、4、3.2、2.5、2、1.6、1.3、1〜1/2000秒
- フラッシュ 
  - 内蔵フラッシュ：手動ポップアップ式
- グリップ：GX100と同様熱可塑性エラストマー前後二分割貼り（）
- 電源：リチャージャブルバッテリー×1/ACアダプター/単四型電池×2
- GR DIGITALのロゴがグレイの型文字色入れに変更
- 大きさ・重量（幅×高さ×奥行き）：108.6mm×59.8mm×32.5mm CIPA準拠、約190g（電池等除く）
- 新たに搭載された機能
  - センサーシフト式手ぶれ補正
  - パッシブ式AFセンサー
  - WhiteMagic液晶

## 主なオプション
外部ファインダ（GV-1）
光学式の外部ファインダーで、ホットシューに取り付けて使う。21mm / 28mm相当用のフレームがついている。
外部ファインダ（GV-2）
28mm専用だがGV-1よりも小型化され、装着状態でも専用ケースGC-2に納まる。
ワイドコンバージョンレンズ（GW-1）
ライカ判カメラ換算21mm相当のワイドコンバージョンレンズ。装着には、アダプター（フード＆アダプター GH-1として発売）が必要。
ワイドコンバージョンレンズ（GW-2）
ライカ判カメラ換算21mm相当のワイドコンバージョンレンズ。装着には、アダプター（フード＆アダプター GH-2として発売）が必要。
テレコンバージョンレンズ（GT-1）
ライカ判カメラ換算40mm相当のテレコンバージョンレンズ。装着には、アダプター（フード＆アダプター GH-1として発売）が必要。
ソフトケース（GC-1）
GRデジタル/II専用のベルト通し付きの革ケース。オプションを装着した状態では収納できない。
ソフトケース（GC-2）
GRデジタル/IIにGV-2を装着した状態で収納できる。
ソフトケース（GC-3）
GRデジタルIII専用ソフトケース。オプションを装着した状態では収納できない。
ソフトケース（GC-4）
GRデジタルIIIにGV-2を装着した状態で収納できる。
専用外部フラッシュ（GF-1）
GV-2装着状態でも収納できる。

## バリエーション
特別限定カラーモデル（GRデジタル2006リミテッドモデル）
ボディ上部が赤色に塗装されたモデル。赤とシルバーの2色のリングキャップが添付されている。ホットシュー横には「2006 Limited」のプリントがある。
2006年1月17日-2月9日に開催されたGRデジタルフォト＆キャッチコピーコンテストの受賞者に副賞として贈られた。非売品。

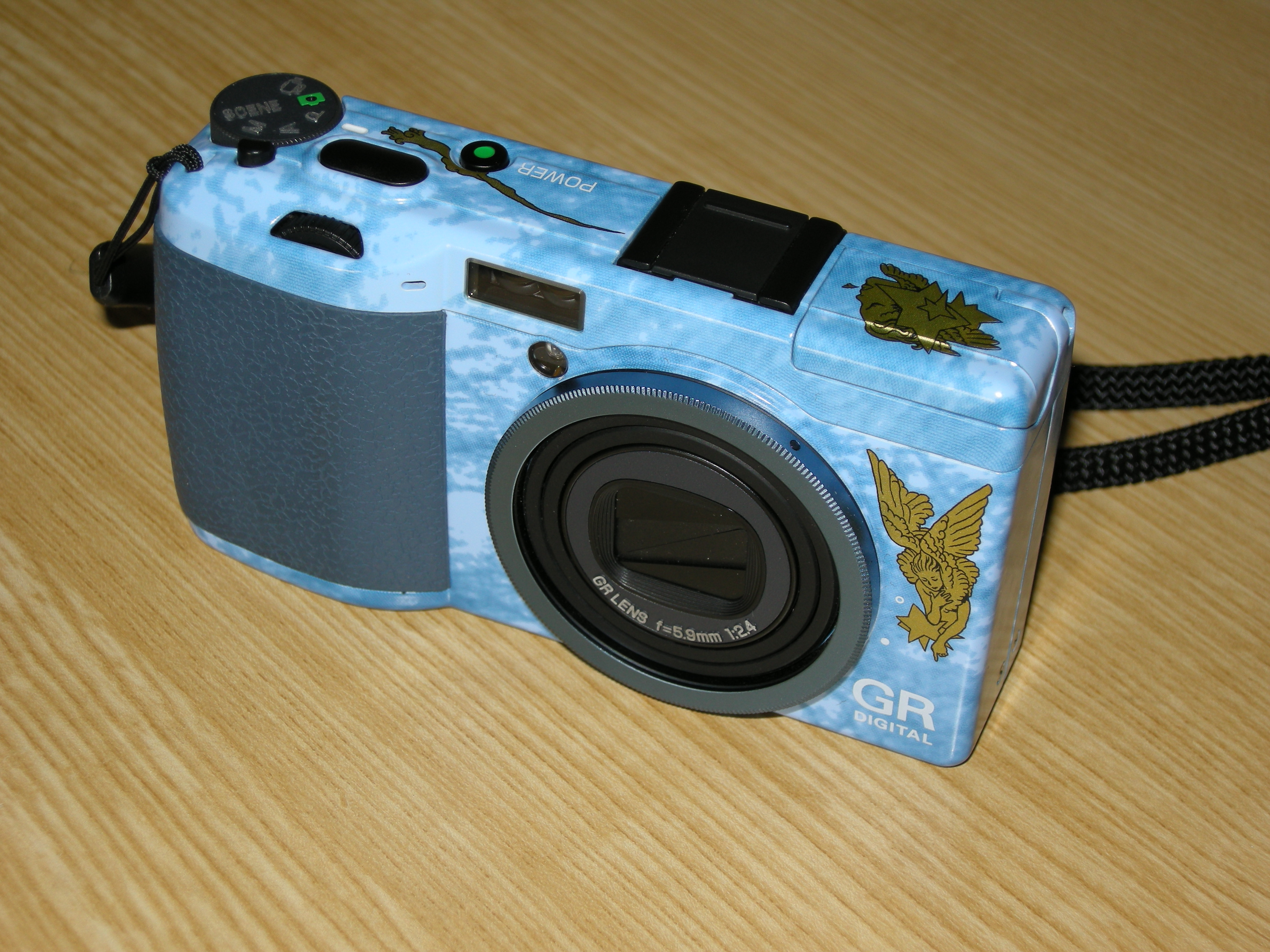
一周年記念モデル
イラストレーターの寺田克也のデザインによる限定モデル。青空に雲を配したライトブルーのボディに、レンズ横とホットシュー横に金色の天使のイラストを配した非常に個性的なモデル。グリップ部もやや落ち着いた青色とされている。液晶の終了画面も専用にカスタマイズされている。
2006年11月24日に、GRデジタルの発売1周年、及び、GRシリーズの発売10周年を記念して発売された。全世界で1,000台の限定生産。
プレミアムリング
赤・青・金の3色のリングキャップ。
カメラグランプリ2006 / カメラ記者クラブ特別賞受賞を記念して、2006年6月1日-7月31日に行われた受賞記念プレミアムリングプレゼントキャンペーンにおいて、コメントを寄せたユーザー全員に希望の1色のリングキャップがプレゼントされた。非売品。
GRⅢStreet Edition
メタリックグレーのボディーに、山吹色のリングキャップを着けた特別仕様モデル。
GRⅢUrban Edition
メタリックグレーのボディーに、ネイビーブルーのリングキャップを着けた特別仕様モデル。
GRⅢDiary Edition
メタリックウォームグレーのボディーに、ナチュラルシルバーのリングキャップを着けた特別仕様モデル。メージコントロール「ネガフィルム調」を初採用。
GRⅢHDF,GRⅢxHDF
新開発の、デジタルカメラ内で“機能する”インクジェットプリンティング技術を利用した HDF(Highlight Diffusion Filter)を搭載した特別仕様モデルである。ワンタッチで柔らかい表現に切り替えでき、光を強調しよりソフトな表現を可能にした。日本ではリコー公式ECショップでの限定販売。

## カスタマイズサービス
東京（銀座）・横浜市（新横浜）・大阪市（江坂）の三カ所で、次の3つのカスタマイズ受け付けを行なっている。宅配不可。
- レリーズボタンアジャストサービス - シャッターレリーズボタンを押す際の重さを３段階「軽め（-2）・やや軽め（-1）・標準・重め（+1）」に微調整する。サービスセンター窓口にはそれぞれのサンプル機があり、実際に確認してから注文できる。価格：3,150円（税込）
- レンズネームリング交換サービス - マクロ撮影などでレンズ表記が写り込むのを嫌うユーザーを想定しレンズ鏡胴の「GRLens f=5.9 1:2.4」の標記部分をブラックタイプに交換する。価格：2,100円（税込）
- AE / AWBアジャストサービス - 2台以上の自動露出/オートホワイトバランスの個体差を近づけるように微調整する。価格：4,200円（税込）

## 補足事項

### GRシリーズからの機能変更
- GRシリーズは製造工程上の都合から前面外装のみアルミニウム合金製であり、機種ロゴマークを立体的なダイアカット加工で付けていたが、GRデジタルでは前面外装もマグネシウム合金となったため同様な加工ができず、機種ロゴはプリントに変更された。
- GRシリーズではフラッシュの発光禁止／低輝度時自動発光／強制発光の切り替えを独立したメカニカルスイッチで行ったが、GRデジタルシリーズではメニューから選ぶようになった。
- GRシリーズはレンズの沈胴時にほぼボディ前面とフラットな形に収納されたが、GRデジタルシリーズでは3mmほどレンズが突出している。
- GRシリーズには光学ファインダがあるが、GRデジタルシリーズは光学ファインダやEVF（電子ビューファインダー）は無く、別売りの外付け光学ファインダが用意されている。

### GR certified
- 2014年9月に、他社のモバイル機器搭載カメラに対してGR開発メンバーによる画質のコンサルティング・審査・認証を有料にて実施することを発表。
- 認証第1号はシャープのスマートフォン、SH-01G・SH-02Gの2機種。以降、シャープ製スマートフォン（基本的にはハイエンド商品のみ）に順次搭載されている。

## 関連書籍

### GR DIGITAL
- GR DIGITALパーフェクトガイド（デジタルフォト編集、ソフトバンククリエイティブ、ISBN 978-4797333947、2005年11月）
- GR DIGITAL パーフェクトガイド Vol.2（デジタルフォト編集、ソフトバンククリエイティブ、ISBN 978-4797338447、2006年11月）
- GR DIGITAL BOX（森山大道・田中長徳・東儀秀樹・坂崎幸之助・當麻妙・海原修平・Yutaka‐T・hana・大池直人・タカザワケンジ、東京キララ社、ISBN 978-4380062018、2006年2月）
- GRデジタルワークショップ（田中長徳、エイ出版社、ISBN 978-4777905881、2006年7月）
- 悦楽GR（青山祐介・マニュアルカメラ編集部、エイ出版社、ISBN 978-4777906826、2007年1月）
- GR SNAPS（ぴあ、ISBN 978-4835616841、2007年11月）

### GR DIGITAL II
- GRデジタルワークショップ2（田中長徳、エイ出版社、ISBN 978-4777909452、2008年2月）
- RICOH GR DIGITAL II パーフェクトガイド（デジタルフォト編集、ソフトバンククリエイティブ、ISBN 978-4797348125、2008年10月）
- RICOH GR DIGITAL コンプリートガイド（デジタルフォト編集、ソフトバンククリエイティブ、ISBN 978-4797348132、2008年10月）[10]

### GR DIGITAL III
- GR DIGITAL III START BOOK (MYCOMムック デジタル一眼レフFan別冊) （毎日コミュニケーションズ、ISBN 978-4839933494、2009年9月25日）
- RICOH GR DIGITAL IIIパーフェクトガイド （ソフトバンククリエイティブ、ISBN 978-4797353327、2009年10月29日）

### GR DIGITAL IV
- GR DIGITAL IV START BOOK （マイナビムック）（マイナビ、ISBN 978-4839941406、2012年1月21日）
- リコー GR DIGITAL IV パーフェクトガイド (インプレスムック DCM MOOK) （インプレスジャパン、ISBN 978-4844331452、2012年1月23日）